# Karl Michaëlsson
Karl Magnus Hjalmar Michaëlsson, född 23 juni 1890 i Jakobs församling, Stockholm, död 31 december 1961 i Johannebergs församling, Göteborg, var en svensk romanist, språklärare och personnamnsforskare.

## Biografi
Karl Michaëlsson var son till apotekaren Carl David Michael Michaëlsson. Efter mogenhetsexamen vid Norrmalms högre allmänna läroverk 1909 blev han student vid Uppsala universitet, där han valde språkstudier i franska som huvudämne. Michaëlsson blev fil. mag. 1914 och fil. lic. 1921. Han var lärare i franska vid Uppsala universitets pedagogiska övningsskola 1915–1918, samt vid Uppsala enskilda läroverk 1917–1919 och 1922–1930. Därtill var han lärare i engelska vid folkskoleseminariet i Uppsala 1920–1921, samt sekreterare i Uppsalaavdelningen av Alliance française 1915–1930. 
Michaëlsson blev 1927 fil. dr på en avhandling om franska personnamn, Études sur les noms de personne français d'après les rôles de taille parisiens (rôles de 1292, 1296–1300, 1313). Han var därefter anställd som docent i romanska språk vid Uppsala universitet 1927–1930. Hösten 1929 flyttade han till Göteborg, där han samma år blev lektor i engelska och franska vid Högre allmänna läroverket för flickor, och sedan var lärare i franska vid Handelshögskolan i Göteborg 1930–1957 samt från 1930 docent i romanska språk vid Göteborgs högskola. 
Michaëlsson var 1935–1937 tillförordnad professor och 1937–1957 ordinarie professor i romanska språk vid Göteborgs högskola. Han var även sekreterare 1934–1939 och ordförande 1939–1941 i Sällskapet Gnistan, samt 1937–1957 inspektor vid kommunala mellanskolan och högre allmänna läroverket i Kungälv. Michaëlsson blev 1935 ledamot av Kungliga Vetenskaps- och Vitterhets-Samhället i Göteborg, och var 1947 dess ordförande. Han blev medlem av Conseil d'administration de la Société des anciens textes francais 1949, och var ordförande där 1956. Därtill var han styrelseledamot vid Institutionen för ortnamns- och dialektforskning vid Göteborgs högskola, ordförande i Filologiska samfundet i Göteborg, från 1945 ordförande i Svensk-italienska föreningen i Göteborg, från 1946 ordförande i Alliance française i Göteborg och 1948–1955 ledamot av statsstipendienämnden vid Göteborgs högskola.